# Tecșești, Alba
Tecșești este un sat în comuna Întregalde din județul Alba, Transilvania, România.
În anul 2015, satul a fost declarat Muzeu Viu.

## Obiective turistice
- Rezervația naturală Poiana cu narcise din Tecșești (2 ha).